# Gabriela Makowiecka
Gabriela Makowiecka (ur. 18 lutego 1906 w Zakopanem, zm. 8 kwietnia 2002 w Madrycie), polska hispanistka i pionierka hiszpańskiej slawistyki, pisarka, profesor Uniwersytetu Complutense w Madrycie. Zajmowała się badaniami nad polsko-hiszpańskimi związkami literackimi.

## Życiorys
Studiowała romanistykę na Uniwersytecie Jagiellońskim i paryskiej Sorbonie. W 1962 roku doktoryzowała się w Madrycie na Uniwersytecie Complutense na podstawie pracy „Luzán y su Poética” (wydanej w 1973 roku) na temat hiszpańskiego pisarza i teoretyka neoklasycznego, Ignacio de Luzán. W 1963 roku została mianowana profesorem Języka i Literatury Polskiej na Uniwersytecie Complutense. Według José Camón Aznara, ówczesnego dziekana wydziału, była pierwszym wykładowcą literatury słowiańskiej w historii uniwersytetu hiszpańskiego. Opublikowała wiele artykułów naukowych i popularyzatorskich, pisywała hasła z literatury polskiej do encyklopedii, wstępy i opracowania rozmaitych antologii i wydań polskich klasyków. Wraz z mężem, Stanisławem Makowieckim, opracowała książkę „La cultura eslava” (1981), obejmującą przekrój dziejów, literatury, sztuki, a także szkice o tradycjach i osiągnięciach cywilizacyjnych narodów słowiańskich.
Z myślą o czytelniku polskim zainteresowanym Hiszpanią, napisała „Po drogach Polsko-Hiszpańskich” (1984), książka w której analizowała zbliżenia polityczno-kulturalne między obydwoma krajami począwszy od relacji kronikarza z Kalifatu Kordobanskiego, Ibrahim ibn Jakuba, z podróży po Europie Środkowej w X wieku, kończąc wizytą Marie Skłodowskiej-Curie i młodych twórców awangardy polskiej w Madrycie na początku wieku XX.
Co roku wyjeżdżała do Polski, gdzie wygłaszała gościnne wykłady na Uniwersytecie Warszawskim, Jagiellońskim i później także na Uniwersytecie Wrocławskim. Przed śmiercią przekazała Sekcji Polskiej madryckiej slawistyki wszystkie przez lata zbierane książki polskie i dokumenty. W roku 1994, na zaproszenie ówczesnych wykładowców Slawistyki Uniwersytetu Complutense, wygłosiła swój pożegnalny wykład o Cervantesowskich echach w polskiej literaturze.
W 1992 roku, po śmierci męża, spisała swoje wspomnienia „Wracając do lat hiszpańskich”, które zostały przedstawione w polskim pawilonie Expo 1992 w Sewilli.

## Niektóre książki i publikacje
- Un canónigo literato en la Segovia del siglo XVIII, Gabriela Makowiecka, Estudios Segovianos. Instituto Diego Colmenares. CSIC. Tomo XIX. Núm. 55. Segovia. 1967
- Sienkiewicz i Hiszpania, Gabriela Makowiecka, Kwartalnik Neofilologiczny XV, Polska Akademia Nauk, 2/1968
- Współczesna onomastyka hiszpańska: Enciclopedia Lingüística Hispánica, Gabriela Makowiecka, Onomastica, Tom XIV, nr. 1-2, s. 274-282, Komitet Językoznawstwa Polskiej Akademii Nauk, 1969
- Polska w romantyzmie hiszpańskim, Gabriela Makowiecka, Przegląd Humanistyczny 6, Warszawa, 1969.
- Helo aquí que viene saltando por las montañas, Jerzy Andrzejewski, Trad. G. y E. Makowiecki, Alianza Editorial, 1969
- Hiszpania u Mickiewicza, Gabriela Makowiecka, Przegląd Humanistyczny 4, Warszawa, 1970
- Luzán y su poética, Gabriela Makowiecka, Ensayos/Planeta, De lingüística y crítica literaria, 20, Ed. Planeta, Barcelona, 1973
- Un aspecto del teatro actual en Polonia: Jerzy Grotowski y su versión de Calderón, Gabriela Makowiecka, Filología Moderna, CSIC, Junio 1975
- La Novela Polaca Contemporánea, Gabriela Makowiecka, Revista de la Universidad Complutense, Vol. XXIV, Madrid, 1975.
- Pensamiento español en Polonia en el siglo XVI, Gabriela Makowiecka, Anuario de la Sociedad Española de Literatura General y Comparada. Madrid: Cátedra. - Vol. 1, 1978
- La Cultura Eslava, Gabriela Makowiecka, Estanislao Makowiecki, Editora Nacional, Madrid, 1981
- Po drogach polsko-hiszpańskich, Gabriela Makowiecka, Wyd. Literackie, Kraków, 1884
- Un sorprendente amigo polaco de don Francisco Giner de los Ríos, Gabriela Makowiecka, B.I.L.E., múm. 3, Diciembre 1987
- Wracając do lat hiszpańskich, Gabriela Makowiecka, Wyd. „WarSawa”, Warszawa, 1992